# Kombinat Geophysik
Der VEB Kombinat Geophysik Leipzig wurde 1984 gegründet und war ein Kombinat in der Deutschen Demokratischen Republik.
Das Kombinat unterstand dem Ministerium für Geologie. Weitere zentralgeleitete Kombinate im Zuständigkeitsbereich dieses Ministeriums können in der Liste von Kombinaten der DDR eingesehen werden.
Die Kombinatsbetriebe waren verantwortlich für die Erkundung von Lagerstätten wichtiger Bodenschätze wie Erdöl, Erdgas, Braunkohle und metallischer Rohstoffe sowie die Erbringung weiterer Dienstleistungen auf dem Gebiet der angewandten Geophysik. Das Kombinat entstand 1984 durch die Vereinigung mehrerer volkseigener Betriebe auf diesem Tätigkeitsfeld. Stammbetrieb des Kombinats war der VEB Geophysik Leipzig, welcher 1953 aus dem 1951 gegründeten Geophysikalischen Dienst hervorging.
Zu den Hauptauftraggebern des Kombinats zählten das Kombinat Erdöl-Erdgas und Betriebe der Braunkohlegewinnung. Hauptbetätigungsfelder waren Seismik, Bohrlochmessungen und Ingenieurgeophysik.
Im Zuge der Wende und der anschließenden Wiedervereinigung wurde das Kombinat 1990 aufgelöst und seine Betriebe wurden privatisiert.

## Zugehörige Betriebe
Zum Kombinat gehörten 1990 die folgenden Betriebe:
- VEB Geophysik Leipzig; (Stammbetrieb)
- VEB Bohrlochmessung Gommern
- VEB Geophysikalischer Gerätebau Storkow
- VEB Geothermie Neubrandenburg